# All Together Now (film 2020)
All Together Now è un film del 2020 diretto da Brett Haley.

## Trama
Una ragazza adolescente, Amber Appleton, ha un'incredibile talento ma nasconde un segreto: non ha casa e vive su un autobus. Dovrà imparare ad accettare l'aiuto degli altri.

## Distribuzione
Il film è stato distribuito sulla piattaforma Netflix a partire dal 28 agosto 2020.